# (6718) Beiglböck
(6718) Beiglbock, désignation internationale (6718) Beiglböck, est un astéroïde de la ceinture principale.

## Description
(6718) Beiglbock est un astéroïde de la ceinture principale. Il fut découvert le 14 octobre 1990 à Tautenburg par Lutz Dieter Schmadel et Freimut Börngen. Il présente une orbite caractérisée par un demi-grand axe de 2,91 UA, une excentricité de 0,07 et une inclinaison de 1,6° par rapport à l'écliptique.

## Compléments